# Microsoft Messenger service
Microsoft Messenger service (anteriormente MSN Messenger Service y .NET Messenger Service, algunas veces llamado Windows Live Messenger Service) es un sistema de mensajería instantánea y un sistema de presencia desarrollado por Microsoft en 1999 para su uso con el software de MSN Messenger y es utilizado hoy en día por sus clientes de mensajería instantánea, como Windows 8, Windows Live Messenger, Microsoft Messenger para Mac, Outlook.com y Xbox Live. Algunos clientes desarrollados por terceros también se conectan a este servicio. Se comunica a través del Microsoft Notification Protocol, un protocolo de mensajería instantánea propietario. El servicio permite a cualquier persona con una Cuenta Microsoft iniciar sesión y comunicarse en tiempo real con otras personas que también tienen una sesión iniciada. En 2013 Microsoft descontinuó el servicio de Messenger e instó a unificar sus cuentas de Messenger con una cuenta de Skype.

## Antecedentes
A pesar de los numerosos cambios al nombre del servicio y el software cliente a lo largo de los años, el servicio de Messenger es conocido coloquialmente como MSN debido a la historia de MSN Messenger. El servicio propiamente era conocido como MSN Messenger Service desde 1999 hasta 2001, momento en el que Microsoft cambió el nombre del servicio por .NET Messenger Service y comenzó a ofrecer clientes sin el nombre de MSN, como el cliente de Windows Messenger incluido con Windows XP, que originalmente estaba pensado para ser una versión simplificada de MSN Messenger, libre de publicidad e integrado en Windows.
Sin embargo, la empresa continuó ofreciendo más actualizaciones para MSN Messenger hasta el final de 2005, cuando todas las versiones anteriores de MSN Messenger y Windows Messenger habían sido sustituidas por un nuevo programa, Windows Live Messenger, como parte del lanzamiento de sus servicios de Windows Live en línea. 
Durante años el nombre oficial para el servicio siguió siendo .NET Messenger Service, como se indicaba en su página web oficial, aunque Microsoft rara vez utilizó el nombre para publicitar el servicio. Debido a que el principal cliente para acceder al servicio se llama Windows Live Messenger, Microsoft ha comenzado recientemente a referirse a la totalidad del servicio como el servicio de Windows Live Messenger en su documentación.
El servicio puede integrarse con el sistema operativo Windows de forma automática, simultáneamente iniciando sesión en la red y su cuenta de Windows. Las organizaciones también pueden integrar su Microsoft Office Communications Service y Active Directory con el servicio. En diciembre de 2011 Microsoft lanzó una interfaz XMPP para comunicarse con el servicio de Messenger.

## Software

### Clientes oficiales
Microsoft ofrece los siguientes clientes de mensajería instantánea:
- Windows 8, incluye un cliente de mensajería instantánea
- Windows Live Messenger, para usuarios de Windows 7 y versiones anteriores
  - MSN Messenger fue el nombre utilizado para el cliente entre 1999 y 2006
  - Windows Messenger es una versión ligera y sin algunas características que era incluido junto con Windows XP en 2001
- Microsoft Messenger para Mac, para usuarios de Mac OS X
- Outlook.com incluye funcionalidad de mensajería instantánea a través del navegador
  - Hotmail, el predecesor de Outlook.com, incluye funcionalidad similar para Messenger
  - Windows Live Web Messenger fue un cliente web que podía utilizarse en cualquier navegador
  - MSN Web Messenger fue el nombre utilizado anteriormente para el cliente web
- Xbox Live incluye acceso al servicio de Messenger dentro del software de Xbox
- Windows Phone permite acceder al servicio de Messenger como parte de las características del sistema operativo[8]
- Windows Live Messenger para iPhone y iPod Touch permite acceder al servicio de Messenger dentro de iPhone, iPod Touch o iPad.[8]
- Messenger Play! permite acceder al servicio de Messenger desde un dispositivo con Android[8]
- Windows Live Messenger para Nokia permite acceder al servicio de Messenger desde un teléfono Nokia[8]
- Windows Live Messenger para BlackBerry permite acceder al servicio de Messenger desde un teléfono BlackBerry[8]